# واکنش دیلز–آلدر
واکنش دیلز–آلدر (به انگلیسی: Diels–Alder reaction) یک واکنش شیمیایی (حلقه زایی) در شیمی آلی است که در آن یک ترکیب دی‌ان مزدوج با یک ترکیب آلکن واکنش داده و ایجاد یک ترکیب حلقوی(سیکلوهگزن) می‌کند. برخی از واکنش‌های دیلز-آلدر برگشت پذیر هستند. به واکنشی که طی آن منجر به تولید یک دی‌ان و یک آلکن می‌شود و در نقطه مقابل واکنش دیلز-آلدر قرار دارد، اصطلاحا برگشت دیلز-آلدر گفته می‌شود. این واکنش همچنین محدود به ساختارهای تمام کربنی نیست و میٔتواند ترکیبات حاوی اتم‌های غیرکربنی را نیز شامل شود که در این صورت به این واکنش‌ها، واکنش هترودیلز-آلدر گفته می‌شود.
واکنش دیلز-آلدر از این جهت دارای اهمیت است که در آن یک ترکیب حلقوی از واکنش دو ترکیب غیر حلقوی حاصل می‌شود. از لحاظ تاریخ این واکنش برای اولین بار توسط دو شیمیدان آلمانی به نام‌های اوتو دیلز و کورت آلدر در سال ۱۹۲۸ کشف و توصیف گردید. این فرد برای این کشف موفق به دریافت جایزه نوبل در شیمی در سال ۱۹۵۰ شدند.

## مکانیسم واکنش
واکنش توسط یک حالت گذار که حجم کمتری نسبت به محصولات و واکنش دهنده‌ها دارد انجام می‌شود.واکنش دیلز-آلدر مثالی از واکنش‌هایی است که در مرحله حالت‌گذار دارای هندسه حلقوی است.
همهٔ واکنش‌های دیلز-آلدر چهار مشخصه رایج دارند:
- واکنش‌های دیلز-آلدر واکنش‌هایی گرمایی هستند و در ابتدای واکنش به آن‌ها گرما داده می‌شود.
- واکنش‌های دیلز-آلدر یک حلقه شش عضوی جدید تولید می‌کنند
- سه پیوند پای گسسته می‌شوند و دو پیوند جدید کربن-کربن سیگما و یک پیوند جدید کربن-کربن پی تشکیل می‌شود.
- واکنش کلی در یک مرحله انجام می‌شود: تمامی پیوندها شکسته و در یک مرحله تشکیل می‌شوند.

## دی‌ان
ترکیب "دی‌ان" در واکنش دیلز-آلدر می‌تواند حلقوی یا شاخه‌های باز باشد و شاخه‌های متفاوتی نیز می‌تواند داشته باشد. تنها محدودیت این است که باید آرایش فضایی ترکیب باید به فرم اس-سیس (s-cis) باشد.

## دی‌ان دوست(بهانگلیسی:Dienophile)
معمولاً در واکنش دیلز-آلدر دی‌ان دوست یک گروه الکترون کشنده متصل به آلکن دارد. دی‌ان دوست می‌تواند توسط یک اسید لوئیس مانند کلرید نیوبیم (V) فعال شود.